# 颱風范斯高 (2019年)
颱風范斯高（英語：Typhoon Francisco，國際編號：1908，聯合颱風警報中心：WP092019）為2019年太平洋颱風季第8個被命名的熱帶氣旋，也是第2個達到颱風級別的風暴。「范斯高」一名由美國提供，是查莫羅男人的名字。

## 氣象歷史
西北太平洋在7月末發展出一道季候風槽，促使區內的熱帶氣旋活動轉趨活躍。兩個低壓區分別在菲律賓海及馬里亞納群島東北方海面上生成，美國海軍研究實驗室先將後者給予編號93W，而前者隨後發展為颱風利奇馬。
8月1日下午2時，日本氣象廳將其升格為熱帶低氣壓，並於下午8時發出烈風警報。同時，台灣中央氣象局將其升格為熱帶性低氣壓，給予編號13。聯合颱風警報中心也於同時將評級升為「高」，並發布熱帶氣旋形成警報，並於隔日上午5時將該系統升格為熱帶低氣壓，給予熱帶氣旋編號09W。
8月2日上午8時，日本氣象廳將其升格為熱帶風暴，給予國際編號1908，並命名為「范斯高」。同時台灣中央氣象局將其升格為輕度颱風。3日晚上11時，日本氣象廳將其升格為強烈熱帶風暴。4日凌晨2時，中國國家氣象中心將其升格為強熱帶風暴。
8月5日下午2時，日本氣象廳將其升格為颱風。下午5時，中國國家氣象中心將其升格為颱風。晚上8時，台灣中央氣象局將其升格為中度颱風，聯合颱風警報中心也於不久後跟隨。
8月6日凌晨2時，中國國家氣象中心將其升格為強颱風。凌晨4時，日本氣象廳宣佈范斯高在宮崎縣宮崎市登陸；中國國家氣象中心在一小時後將其降格為颱風。上午8時，日本氣象廳直接將其降格為熱帶風暴。上午11時，中國國家氣象中心直接將其降格為熱帶風暴，聯合颱風警報中心也將其降格為熱帶風暴。下午7時20分，大韓民國氣象廳宣佈范斯高於釜山再次登陸，更在40分鐘後將其降格為降格為熱帶低氣壓。
8月7日上午9時，日本氣象廳降格為熱帶低氣壓。聯合颱風警報中心也於下午5時對其發布最後警告。

### 事後報告
中國國家氣象中心在2020年4月20日下午發出的最佳路徑中，把巔峰強度由強颱風下調為颱風，風速下調至每秒38公尺(每小時135公里)，氣壓上調至965百帕。而聯合颱風警報中心在2020年9月發表的最佳路徑中，將其巔峰上調至80節（約150公里/每小時）。

## 影響

### 日本
范斯高在8月5日晚上於四國以南掠過，距離風暴中心約150公里，位於該島西南部的高知縣土佐清水市在晚上9時07分測得每秒27.8米（每小時100公里）的瞬間最大陣風。范斯高在8月6日凌晨登陸九州，登陸時中心附近風力達時速130公里，為當地帶來強風及大雨。位於登陸點附近的宮崎機場在凌晨4時29分測得每秒39.6米（每小時143公里）的瞬間最大陣風，是8月份的最高紀錄；位於該島西北部的佐賀縣唐津市亦測得每秒27.5米（每小時99公里）的瞬間最大陣風。雨量方面，宮崎縣延岡市和大分縣佐伯市在上午9時的一小時內分別錄得120和110毫米。
范斯高令九州有大約1.7萬戶停電，210班來往九州的國內線航班取消，大部分本地線路亦停駛。一名56歲漁民在風暴期間遇溺死亡，另有三人在風暴中受傷。

### 韓國
雖然范斯高登陸韓國東南部時只有熱帶風暴下限，但仍為當地帶來大雨。截至8月6日晚上11時半，蔚山北區梅谷洞和松亭洞的雨量分別達127.5和110毫米；蔚州郡三東面的雨量亦有106毫米；位於中區的蔚山氣象台亦錄得92.2毫米的雨量。

## 外部連結
| 太平洋颱風季             |
| 主題頁 - 專題 - 編輯指南 |

- （日語）日本氣象廳首頁 （页面存档备份，存于）
- （英文）聯合颱風警報中心首頁 （页面存档备份，存于）
- （简体中文）中央氣象台首頁
- （繁體中文）中央氣象局首頁 （页面存档备份，存于）
- （繁體中文）香港天文台首頁 （页面存档备份，存于）
- （繁體中文）澳門地球物理暨氣象局首頁 （页面存档备份，存于）
- （英文）菲律賓大氣地球物理和天文管理局首頁 （页面存档备份，存于）